# François l'Olonnais
Jean David Nau, más conocido como François l'Olonnais, y también llamado l'Olonnois, el Olonés, Lolonois y Lolona (Les Sables-d'Olonne, Francia, 1630 – Darién, actual Panamá, 1669), fue un bucanero francés del siglo XVII. 
El Olonés llegó a las Antillas alistado en el ejército francés, cumpliendo el servicio militar. Una vez terminado, prefirió quedarse en Santo Domingo en compañía de los aventureros y filibusteros que allí habitaban. Se fue aficionando al estilo de vida de aquellas gentes de las que aprendió mucho para sus futuras hazañas. Habiéndose ganando la admiración del gobernador francés de la isla de La Tortuga, De La Place, este le confió un pequeño navío para combatir la flota española en aguas del mar Caribe.
Después de algunos éxitos iniciales la nave se hunde en una tempestad en las costas de la península de Yucatán con un importante botín acumulado en sus correrías. Al retornar a la Tortuga, obtiene del gobernador una nueva nave y se dirige al golfo de Campeche. Allí es derrotado y pierde gran parte de la tripulación que es capturada y fusilada por los españoles; sin embargo astutamente logra salvarse robando un buque enemigo. Poco después en las costas cubanas, con dos canoas y apenas 25 hombres, capturó un buque español con 90 marineros a bordo; de estos solo uno salvó su vida y el Olonés lo envió a La Habana con un mensaje al gobernador de Cuba en el que expresa dedicar su vida a la piratería y que jamás se dejaría capturar vivo por España.
En adelante todas sus incursiones tuvieron lugar en el mar de las Antillas (o mar Caribe), el lago de Maracaibo y Centroamérica. Nunca pudieron vencerlo los españoles ni por tierra ni por mar, hasta que finalmente fue capturado por indígenas de una tribu kuna que le dieron muerte en un ritual.
Algunos de sus ataques como pirata fueron ejecutados bajo los auspicios del gobierno francés que por aquellos años del siglo XVII se hallaba en guerra contra Holanda y España.
Seguía siempre con sus prisioneros la misma táctica terrorífica: los interrogaba, los torturaba y elegía alguno que sirviera de ejemplo a los demás al que o bien le cortaba el cuerpo en pedazos o bien le rasgaba el pecho sacándole el corazón, que a veces masticaba y escupía a la cara de los demás. Fue un personaje temido y odiado a causa de sus hábitos crueles y por haber regado con sangre inocente los campos y villas de la América hispana.

## Saqueo de Maracaibo y Gibraltar

Maracaibo, Cabimas, Ciudad Ojeda y Gibraltar

En 1666 retornó a la isla de la Tortuga y junto a Michel "le basque" ("el vasco"), armó una pequeña flota de 8 naves y 650 hombres con la misión de atacar las costas del Caribe meridional. El Olonés se dirigió al golfo de Venezuela de allí pasó a la boca del lago de Maracaibo donde se encontraba el Castillo de San Carlos armado con 16 cañones, que se había construido para proteger la barra de Maracaibo contra los ataques piratas. Lo tomaron en menos de tres horas. De allí marcharon rumbo a Maracaibo y encontraron la ciudad totalmente vacía, pero obtuvieron grandes cantidades de alimentos, animales de granja, vino y mucho coñac. La expedición fue un éxito con un gran botín de unos 20.000 reales, mercancías diversas y 20 prisioneros que fueron cruelmente torturados. Se apoderaron de las mejores casas para vivienda de la tropa e hicieron del recinto de la iglesia su cuartel. No encontraron otras riquezas, así es que el Olonés mandó un contingente para capturar a las personas que encontraran y que una vez hechos prisioneros darían noticias sobre el lugar donde se encontraban ocultos los tesoros ambicionados. Los saqueos y las torturas fueron más terribles que nunca. Las iglesias fueron quemadas y todos los barcos enemigos destruidos. El botín recaudado fue cuantioso. En esta suerte de carnicería (provocada entre otras cosas por el enorme odio que el Olonés profesaba contra los españoles) el médico de a bordo de la flota pirata, Alexandre Olivier Exquemelin, cuenta un caso en el que fue testigo presencial:

Yo asistí a una escena que en verdad me dejó estremecido de terror. En los primeros momentos del saqueo, habiendo hecho un prisionero, el Olonés le exigió que condujera a sus hombres a aquellos lugares donde hubiera mayores riquezas, porque su afán de apoderarse de ellas era muy grande. Pero el prisionero era muy bravo y se negó. El Olonés lo amenazó con someterlo a crueles tormentos, pero aun así el prisionero siguió resistiéndose. Entonces el Olonés ordenó que lo amarraran a un árbol y, cuando sus hombres se hubieron apresurado a cumplir esta orden, él de un tirón separó el pecho del prisionero su casaca, y luego extrajo su cuchillo y le asentó un descomunal tajo que le desgarró la carne. La sangre brotó en seguida, pero esto no conmovió al Olonés. Con la ferocidad que le daba su odio a los españoles, introdujo la mano en la herida del prisionero y le arrancó el corazón, que ofreció a uno de sus propios hombres. Éste se lo comió crudo, con la carne aún palpitante.
Alexandre Olivier Exquemelin

Durante dos meses continuaron asaltando las plantaciones, aprisionando gente para su esclavitud y acumulando toda clase de riquezas, comida y bienes que pudieran transformar en dinero. Los prisioneros ricos eran torturados sistemáticamente con el fin de averiguar dónde guardaban el resto de las riquezas que poseían.
Después de la expedición de Maracaibo, los piratas se movilizan hasta Gibraltar, al sur del lago de Maracaibo, importante sitio de embarque de cacao y del tabaco Varinás muy apreciados en Europa, donde arrasan con la guarnición de 500 soldados. No obstante el pago de un rescate de 20,000 piezas de oro y 500 cabezas de ganado, el Olonés saquea la ciudad obteniendo un botin de 260,000 piezas de oro, joyas, lingotes de plata, sedas y esclavos. El desastre infligido a Gibraltar fue tan grande que la ciudad nunca más llegó a recuperarse de semejante ataque. Los filibusteros festejaron grandemente con bailes y juegos en poco tiempo dilapidaron la fortuna recién adquirida. En tres semanas los piratas gastaron el botín en las tabernas y prostíbulos de Maracaibo.
La historia de los ataques a Maracaibo y Gibraltar, aunque muy suavizada y con muchas licencias, es utilizada por Emilio Salgari en su novela El Corsario Negro.
De regreso a la isla de La Tortuga el Olonés se gana el mote de "Calamidad de los Españoles" (Fléau des Espagnols) por su cruel ferocidad en los ataques a las costas venezolanas.

## El golfo de Honduras y la costa
Desde la isla de Santo Domingo salió el Olonés con una flota de 6 barcos, 700 hombres y abundantes provisiones. En el sur de la isla de Cuba robaron a los pescadores las canoas necesarias para poder moverse por aguas poco profundas sin encallar. Después los piratas se dirigen a Puerto Cabello (Venezuela) donde saquean la ciudad con varias pérdidas. De regreso es sorprendido por una escuadra española y el Olonés escapa ileso luego de varios enfrentamientos en ruta hacia el cabo Gracias a Dios, entre los actuales países de Honduras y Nicaragua. El viento favorable cesó por completo y las embarcaciones se vieron empujadas por las mareas hasta el golfo de Honduras. Los alimentos ya se habían terminado, así es que lo primero que hicieron los piratas fue atacar un poblado indígena y requisar todo el maíz más los animales comestibles. Repitieron los ataques y los robos en todas las aldeas situadas alrededor del golfo, sembrando el pánico entre sus habitantes.
A continuación se adentraron hacia el pueblo español llamado San Pedro. De nuevo navegaron con sus canoas a lo largo de la costa de Yucatán, atacando a cuantos indígenas encontraban. Se esperaba la llegada de otro buque español que corrió la misma suerte que los anteriores. Los piratas le capturaron. Después el Olonés propuso invadir Guatemala pero parte de la tripulación decidió separarse y viajar en las embarcaciones ligeras hasta llegar a Tortuga. El Olonés y los piratas que le siguieron se acercaron al cabo Gracias a Dios, y después de una fracasada incursión por la jungla regresaron al mar para dirigirse también a Tortuga.
El gobernador de Cuba organizó en mayo de 1667 una expedición contra los piratas que merodeaban la costa, con el galeote La Virgen del Rosario al frente. De nuevo el enfrentamiento terminó en fracaso para los españoles. En este altercado se hallaba el Olonés que en esta ocasión salió malparado y tuvo que huir a su refugio en la Isla de la Tortuga.

## Campeche
La siguiente expedición del Olonés y sus piratas fue en Campeche, en la costa de la península de Yucatán, a cuyas playas llegaron a nado después de soportar una tempestad y perder los barcos. Esta vez tuvieron menos suerte pues los españoles los atacaron y vencieron la partida. Viéndose perdido, el Olonés supo engañar a sus enemigos, que lo creyeron muerto. Cuando recuperó fuerzas y sanó heridas pudo convencer a unos esclavos para que lo ayudasen a escapar en las canoas de su amo y de esta forma llegó de nuevo a Tortuga. Desde allí preparó otra expedición cuyo objetivo era la costa norte de Cuba donde consiguió nuevas victorias y más tesoros.

## Muerte
Durante meses aterrorizó de nuevo las costas de Centroamérica cometiendo robos, asaltos y asesinatos, hasta que el Olonés naufragó con sus hombres en un banco de arena. La tripulación estaba hambrienta y, pese a todas las medidas (descarga de cañones y objetos de peso), el navío no consiguió volver a flote. Durante seis meses, el Olonés debió defenderse de los incesantes ataques de los indios y, finalmente, con tan solo 150 hombres, consiguió mediante barcas planas, construidas por ellos, llegar hasta la desembocadura del río San Juan, que le abrió el camino hacia el lago Nicaragua. Pero una vez allí, los indios y los españoles le forzaron a retroceder. Debió continuar con ayuda de las velas, haciendo las costas del golfo de Darién. Habiendo bajado a tierra para encontrar víveres y agua potable, un día fue sorprendido por nativos de la tribu kuna, que practicaban el canibalismo: el Olonés y todos sus hombres fueron atacados, solo uno logró salvarse de la lucha y escapar. Este fue quien relató más tarde cómo los indios de Darién atraparon al Olonés y lo descuartizaron vivo para echar sus trozos en el fuego, según el testigo: 

...lo despedazaron y descuartizaron, lo asaron y... se lo comieron.